# Uherský Brod
Uherský Brod (nemško Ungarisch Brod) je mesto v Zlinskem okraju na jugovzhodnem Moravskem, Češka, ob reki Olšavi. V začetku leta 2023 je imelo 16.410 prebivalcev.
Najpomembnejše podjetje v mestu je tovarna orožja Česká zbrojovka.